# Јуланд (Тексас)
Јуланд (енгл. Uhland) град је у америчкој савезној држави Тексас. По попису становништва из 2010. у њему је живело 1.014 становника.

## Демографија
Према попису становништва из 2010. у граду је живело 1.014 становника, што је 628 (162,7%) становника више него 2000. године.
| Група             | 2000.       | 2010.       |
| Белци             | 181 (46,9%) | 340 (33,5%) |
| Афроамериканци    | 3 (0,8%)    | 25 (2,5%)   |
| Азијати           | 2 (0,5%)    | 8 (0,8%)    |
| Хиспаноамериканци | 198 (51,3%) | 621 (61,2%) |
| Укупно            | 386         | 1.014       |